# Che Ho-ki

Che Ho-ki (Hangul: 채호기) es un poeta de Corea del Sur.

## Biografía
Che Ho-ki nació el 13 de octubre de 1957 en Daegu, Corea del Sur y publicó su primer poema en 1988. Desde entonces es una de las voces más importantes de la literatura coreana.

## Obra
Si el deseo de una unión emocional con el tema es la característica general de la poesía coreana, Che se aleja radicalmente de esa tendencia para buscar la erradicación de las fronteras del tema y el lenguaje en su poesía. Su primer poemario Amor feroz rechaza el amor como idea y estado emocional para centrarse en la idea de amor físico y efímero. El deseo en sí mismo se objetiva y se personifica en "El gay triste", en el que un homosexual se transforma en otra persona a través del proceso mecánico de reemplazar partes de su cuerpo.
El anhelo del poeta de perfecta unión con el otro se ve realizado finalmente en Lilas de agua. En este poemario, el lenguaje actúa como agente corrosivo que disuelve el aspecto externo de las cosas para revelar su esencia verdadera, consiguiendo así una unión perfecta con otros.

## Obras en coreano (lista parcial)
Poemarios
- Amor feroz (Jidokhan sarang, 1992)
- El gay triste (Seulpen gaei, 1995)
- El teléfono de la noche (Bamui gongjung jeonhwa, 1997)
- Lilas de agua (Suryeon, 2002)

## Premios
- 2002 Premio Literario Kim Su-yeong (2002), por Lilas de agua.